# 彰化縣芳苑鄉草湖國民小學
彰化縣芳苑鄉草湖國民小學是位於台灣彰化縣芳苑鄉的一所國民小學。

## 校史
1931年4月1日，草湖地方人士陳建宗、陳建上、陳義、陳雅四等人，於今彰化縣芳苑鄉草湖國民中學現址創立草湖私古軒，招生一班，聘林明乾教授漢文及日文，為彰化縣芳苑鄉草湖國民小學之始。1941年10月1日設草湖國語講習所，招生二班，由林派擔任講師。1942年4月1日設王功國民學校草湖特設國語講習所。1943年4月1日改制為王功國民學校草湖分教場，主任為薦田彰五郎，班級數三班。1945年3月30日陳烈任分教場主任。彰化縣芳苑鄉草湖國民小學創設於1945年。2021年地方上有建議將草湖國小與鄰近的草湖國中合併成一所「國民中小學」。

## 歷任校長
以下資料來自於《臺灣方志 芳苑鄉志 文化篇第一章教育篇》與彰化縣芳苑鄉草湖國民小學網站學校歷史網頁
| 順序 | 姓名   | 任期                 |
| ---- | ------ | -------------------- |
| 1    | 陳烈   | 1945年12月~1963年9月 |
| 2    | 謝瑞禎 | 1963年9月~1964年9月  |
| 3    | 洪萬   | 1964年9月~1973年9月  |
| 4    | 林大灶 | 1973年9月~1977年5月  |
| 5    | 鄭明賢 | 1977年5月~1980年9月  |
| 6    | 謝瑞禎 | 1980年9月~1988年1月  |
| 7    | 周壹忠 | 1988年10月~1992年8月 |
| 8    | 洪文黎 | 1992年8月~1996年8月  |
| 9    | 洪及   | 1996年8月~2002年12月 |
| 10   | 陳鴻杉 | 2003年2月~2007年2月  |
| 11   | 謝木麟 | 2007年2月~2013年2月  |
| 12   | 劉坤山 | 2013年2月~2019年2月  |
| 13   | 林昭青 | 2019年2月~           |

## 外部連結
- 彰化縣芳苑鄉草湖國民小學Facebook粉絲專頁